# Dichogamia
Dichogamia, dychogamia – wytwarzanie przez jednego osobnika gamet męskich i żeńskich w różnym czasie. Jest to jeden z mechanizmów mający na celu zapobieganie niekorzystnemu samozapłodnieniu. Wyróżnia się dwa rodzaje dichogamii:
- protandria, protoandria (gr. protos = pierwszy, andros = mężczyzna) – wcześniejsze dojrzewanie gamet męskich. U roślin kwiatowych polega to na wcześniejszym dojrzewaniu pręcików niż słupków i nosi nazwę przedprątności.
- protogynia, proterogynia (pisane też: protoginia, proteroginia; z gr. protos = pierwszy, gyne = kobieta) – wcześniejsze dojrzewanie gamet żeńskich. U roślin kwiatowych polega to na wcześniejszym dojrzewaniu słupków, przed pręcikami i nosi nazwę przedsłupności.

Dichogamia może być całkowita, gdy różnice w terminie dojrzewania gamet męskich i żeńskich u jednego osobnika są tak duże, że praktycznie wykluczają możliwość samozapłodnienia, lub częściowa, gdy terminy te częściowo się pokrywają i przez pewien czas istnieje możliwość samozapłodnienia. Na przykład u wielu gatunków roślin przedprątnych pod koniec dojrzewania pręcików zaczynają już dojrzewać słupki.
Protandria i protogynia występują u niektórych zwierząt hermafrodytycznych.